# Quinteto de sopros
Quinteto de sopros é um grupo formado por cinco instrumentistas de sopros. A formação tradicional do quinteto de sopros é: fagote, trompa, clarinete, oboé e flauta. O termo quinteto de sopros também pode ser utilizado para identificar uma composição para essa formação.
Ao contrário do quarteto de cordas, cuja sonoridade é homogênea, os instrumentos no quinteto de sopros diferem muito entre si, seja em técnica, idioma ou timbre. O quinteto de sopros moderno nasceu da formação usada na corte de Joseph II, em Viena, no fim do século XVIII, que incluía dois oboés, dois clarinetes, duas trompas e dois fagotes . A influência da escrita camerística de Joseph Haydn sugeria possibilidades similares para sopros. Além disso, os avanços na construção desses instrumentos naquele período deixou-os mais apropriados para os conjuntos de câmara, atraindo a atenção dos compositores, que passaram a escrever para esse tipo de formação.
Os vinte e quatro quintetos de Anton Reicha, iniciados em 1811, e os nove quintetos de Franz Danzi que estabeleceram a formação definitiva. Até hoje, essas peças são referências para esse tipo de grupo. Embora o quinteto de sopros tenha declinado na segunda metade do século XIX, o interesse sobre esse tipo de formação foi redescoberto por compositores do século XX, como Luciano Berio György Ligeti e outros. Assim, hoje o quinteto de sopros pode ser considerado um grupo de câmara padrão, valorizado por sua versatilidade e variedade timbrística.

## Século XX

### Brasileiros
- Radamés Gnattali (1906–1988)
- Heitor Villa-Lobos (1887–1959)
- Francisco Mignone (1897–1986)
- Oscar Lorenzo Fernández (1897–1948)
- Mozart Camargo Guarnieri (1907–1993)
- Cláudio Santoro (1919–1989)
- Marlos Nobre (nascido em 1939)
- Egberto Gismonti (nascido em 1947) (substitui o oboé pelo corne inglês)

### Portugueses
- Fernando Lopes-Graça (1906–1994)

### Demais nacionalidades
- Carl Nielsen (1865–1931)
- Gustav Holst (1874–1934)
- Arnold Schoenberg (1874–1951)
- Theodor Blumer (1881–1964)
- Wallingford Riegger (1885–1961)
- Jacques Ibert (1890–1962)
- Hendrik Andriessen (1892–1981)
- Darius Milhaud (1892–1974)
- Walter Piston (1894–1976)
- Paul Hindemith (1895–1963)
- Roberto Gerhard (1896–1970)
- Ernst Krenek (1900–1991)
- Ruth Crawford-Seeger (1901–1953)
- Ferenc Farkas (1905–2000)
- Alec Wilder (1907–1980)
- Elliott Carter (nascido em 1908)
- Samuel Barber (1910–1981)
- Josef Tal (1910–2008)
- Jean Françaix (1912–1997)
- Ingolf Dahl (1912–1970)
- Alvin Etler (1913–1973)
- George Perle  (nascido em 1915)
- Vincent Persichetti (1915–1987)
- Peter Racine Fricker (1920–1990)
- Malcolm Arnold (1921–2006)
- György Ligeti (1923–2006)
- Milko Kelemen (nascido em 1924)
- Luciano Berio (1925-2003)
- Włodzimierz Kotoński (born 1925)
- Barney Childs (1926–2000)
- Hans Werner Henze (nascido em 1926)
- Lee Hoiby (born 1926)
- Wayne Peterson (nascido em 1927)
- Frigyes Hidas (1928–2007)
- Karlheinz Stockhausen (1928–2007)
- Donald Martino (1931–2005)
- Ramiro Cortés (1933–1984)
- István Láng (nascido em 1933)
- Rob du Bois (nascido em 1934)
- Peter Schat (1935–2003)
- David Del Tredici (nascido em 1937)
- Charles Wuorinen (nascido em 1938)
- Frank Zappa (1940–1993)
- Friedrich Goldmann (1941–2009)
- Stephen Truelove (nascido em 1946)
- Jack Gallagher (nascido em 1947)
- Stephen Brown (nascido em 1948)
- Eric Ewazen (nascido em 1954)
- Kenneth Fuchs (nascido em 1956)
- Shigeru Kan-no (nascido em 1959)
- William Susman (nascido em 1960)
- Karlheinz Essl (nascido em 1960)
- Ludmila Yurina (nascida em 1962)
- Robert Paterson (nascido em 1970)
- Lior Navok (nascido em 1971)
- Mohammed Fairouz (nascido em 1985)

## Quintetos de sopros proeminentes

### Brasil
- Quinteto Ciranda Mundo
- Quinteto ReinVentus
- Quinteto Villa-Lobos
- Quinteto de sopros da Orquestra Filarmônica de Minas Gerais
- Quinteto Lorenzo Fernandez[2]

### Outros países
- Albert Schweitzer Quintet
- Amsterdam Wind Quintet
- Arion Quintett
- ArteCombo
- Astral Winds
- Aulos Quintet
- Avalon Quintett
- Bergen Wind Quintet
- Philharmonisches Bläserquintett Berlin (Quinteto de sopros da Orquestra Filarmônica de Berlim)
- Blaaskwintet van Brussel (fr: Quintette à vent de Bruxelles) (Quinteto de sopros de Bruxelas)
- Blásarakvintett Reykjavíkur (Quinteto de sopros de Reykyavík)
- Bläserquintett des Südwestfunks, Baden-Baden (Quinteto de sopros da SWF, Baden-Baden)
- Bläserquintett des WDR (Quinteto de sopros da WDR)
- Bläserquintett Matej Sarc (Quinteto de sopros de Matej Sarc)
- Borealis Wind Quintet (Indicado ao Grammy 2006)
- Budapesti Fúvósötös (Quinteto de sopros de Budapeste)
- Calico Winds
- Carion Wind Quintet
- I Cinque Elementi Wind Quintet
- Clarion Wind Quintet
- Copenhagen Wind Quintet
- Danzi Quintet
- Dorian Wind Quintet
- Dresdner Bläserquintett (Quinteto de sopros de Dresden)
- Ensemble Instrumentale à Vent de Paris (Grupo de instrumentos de sopros de Paris)
- Ensemble Livonia
- Esterházy Quintett
- Farkas Quintet Amsterdam
- Five Quintet (da Orquestra da Rádio Nacional da Romênia, Bucareste)
- Florida Wind Quintet
- Frosunda Quintet
- Golden West Winds Airforce Woodwind Quintet
- Imani Winds (Indicado ao Grammy 2006)
- Iowa Woodwind Quintet
- Jeunesses Fúvósötös
- Magyar Fúvósötös (Quinteto de sopros da Hungria)
- Moran Quintet
- Neue sinfonia
- New London Chamber Ensemble]]
- New Mexico Woodwind Quintet
- New York Woodwind Quintet
- Pannonia Fúvósötös (Pannonia Wind Quintet)
- Pennsylvania Quintet
- Penta Fúvósötös (Penta Wind Quintet)
- Philadelphia Wind Quintet
- Prairie Winds
- Tibia Wind Quintet
- Quintastic!
- Quintette Aquilon (Primeiro Prémio na ARD International Music Competition 2006)
- Quintet Attacca
- Quintet of the Americas
- Quintette à Vent de Bretagne (Quinteto de sopros da Bretanha)
- Quintette à Vent de Paris (Quinteto de sopros de Paris)
- Quintette à Vent Français (Quinteto de sopros da França)
- Quintette Moragues
- Quinteto de Alientos de Bellas Artes (Mexico)
- I Solisti del Vivaldi (Alessandria)
- Soni Ventorum Wind Quintet
- Sospiro Winds
- Swiss Wind Quintet
- Tritonus Fúvósötös (Quinteto de sopros de Tritone)
- Trondheim Blåsekvintett (Quinteto de sopros de Trondheim)
- Vancouver Woodwind Quintet
- Vento Chiaro
- Quinteto de sopros da Danish National Radio Symphony Orchestra
- The Wingra Quintet
- Zephyr Winds
- Zephyros Winds
- Zürcher Bläserquintett (Quinteto de sopros de Zurique)